# Lo Wei
Pour les articles homonymes, voir Lo.
Dans ce nom, le nom de famille, Lo, précède le nom personnel.
Lo Wei (né le 12 décembre 1918, province de Jiangsu, Chine  – décédé le 20 janvier 1996, Hong Kong) est  un réalisateur et un acteur hongkongais connu pour ses films The Big Boss et La Fureur de vaincre — mettant en scène Bruce Lee.
Il commence sa carrière en tant qu'acteur dans le Sichuan et à Shanghai au cours de la seconde guerre mondiale. Il rejoint Hong Kong après la guerre et entre en 1948 aux studios Yung Hwa. En 1957, il monte son propre studio et tourne son premier film, Love River. En 1961 il rejoint la MP&GI comme réalisateur tout en tournant pour d'autres studios dont la Shaw Brothers, qu'il rejoint en 1965 et pour laquelle il réalise plusieurs films. D'abord des films d'espionnage, puis des films de chevalerie, qui s'avèrent des succès commerciaux.
Fin 1970, il rejoint la Golden Harvest dont il devient l'un des piliers. Il tourne ainsi le premier film de la compagnie, The Invincible Eights, puis The Big Boss qui consacre Bruce Lee.
En 1975, il quitte la Golden Harvest pour former sa propre compagnie, Lo Wei Motion Picture Co. Ltd.. Il donne à Jackie Chan sa chance, en le mettant en scène dans La Nouvelle Fureur de vaincre en 1976, mais ses films sont des échecs commerciaux.
Lo meurt le 20 janvier 1996 d'une défaillance cardiaque.

## Filmographie sélective

### Réalisateur
Sauf indication contraire, les informations mentionnées dans cette section peuvent être confirmées par la base de données cinématographiques IMDb,  présente dans la section « Liens externes ».
- 1953 : Mr. Handsome
- 1953 : She Wants Her Man (titre littéral en english : A Woman of Throbbing Passions ; Dang fu qing chi)
- 1953 : Diary of a Husband
- 1954 : A Wrong Move
- 1954 : The 72 Martyrs of Canton (titre littéral en english : Blood-Stained Flowers ; Bi xue huang hua)
- 1957 : River of Romance
- 1958 : Diau Charn
- 1958 : Golden Phoenix (Jin feng huang)
- 1958 : Jade-Green Lake
- 1958 : How to Marry a Millionaire
- 1959 : The Sweet Wild Flower (Ye hua xiang)
- 1968 : Honeymoon Affair (titre littéral en english : Honeymoon Storm ; Mi yue feng bo)
- 1960 : Black Butterfly (Hei hu die)
- 1960 : The Tender Trap of Espionage (Zhi fen jian die wang)
- 1960 : Tragic Melody (Tao hua lei)
- 1961 : Meng Lisi, Maid of the Jungle (Yuan nu Meng Lisi)
- 1961 : Song Without Words (Wu yu wen can tian)
- 1963 : The Golden Arrow (Jin jian meng)
- 1963 : Empress Wu (Wu Ze Tian)
- 1964 : An Affair to Remember
- 1964 : The Better Halves (Luan feng he ming)
- 1964 : The Magic Lamp (Bao lian deng)
- 1964 : Land of the Brave (Sheng si guan tou)
- 1968 : Call of the Sea (Nu hai qing chou)
- 1968 : Crocodile River (E yu he)
- 1968 : The Golden Buddha (Jin pu sa)
- 1967 : Summons to Death (Cui ming fu)
- 1967 : Madame Slender Plum (Yu hai qing mo)
- 1967 : Angel with the Iron Fists (Tie guan yin)
- 1968 : Death Valley (Duan hun gu)
- 1968 : The Angel Strikes Again (Tie guan yin yong po bao zha dang)
- 1968 : Black Butterfly (Nu xia hei hu die)
- 1968 : Forever and Ever (Jin shi qing)
- 1969 : The Golden Sword (Long men jin jian)
- 1969 : Raw Courage (Hu dan)
- 1969 : Dragon Swamp (Du long tan)
- 1970 : Brothers Five
- 1971 : The Big Boss
- 1971 : Les 8 Invincibles du kung fu (titre anglais de Hong Kong : The Invincible Eight ; Tian long ba jiang)
- 1971 : Vengeance of a Snow Girl (Bing tian xia nu)
- 1972 : La Fureur de vaincre (Jing wu men)
- 1973 : La revanche de Wang Yu (ré-éditions : Un homme appelé tigre, Un homme nommé tigre ; Leng mian hu)
- 1974 : Karaté en plein ouragan (Jin xuan feng)
- 1976 : L'Impitoyable (Shao Lin mu ren xiang
- 1976 : La Nouvelle Fureur de vaincre (New Fist of Fury)
- 1976 : The Killer Meteors (Fung yu seung lau sing)
- 1977 : Le Vengeur (titre international : To Kill With Intrigue ; Jian hua yan yu jiang nan)
- 1978 : Magnificent Bodyguards (Fei du juan yun shan)
- 1978 : L'Irrésistible (Quan jing)
- 1979 : Le Poing de la vengeance (titre international : Dragon Fist ; Long quan)
- 1983 : Le Cri de la hyène (titre international : Fearless Hyena 2 ; Long teng hu yue)

### Acteur
Sauf indication contraire, les informations mentionnées dans cette section peuvent être confirmées par la base de données cinématographiques IMDb,  présente dans la section « Liens externes ».
Lo Wei joue dans beaucoup des films qu'il réalise. Sa première approche du monde du cinéma est comme acteur en 1949 dans Our Husband (Chun lei). Il ne commence la réalisation qu'en 1953 dans Zhang fu ri ji en tant que coréalisateur ; un film qui ne se limite qu'à Hong Kong. Sa carrière d'acteur est plus grande comme acteur que comme réalisateur.

## Récompense
En 1997, il reçoit un prix pour l'ensemble de sa carrière (Lifetime Achievement Award) au Golden Horse Film Festival and Awards du cinéma taïwanais.